# جوني مارفن
جوني مارفن (بالإنجليزية: Johnny Marvin)‏ هو عازف جاز ومغني أمريكي، ولد في 11 يوليو 1897 في باتلر في الولايات المتحدة، وتوفي في 20 ديسمبر 1944.

## وصلات خارجية
- جوني مارفن على موقع IMDb (الإنجليزية)
- جوني مارفن على موقع ميوزك برينز (الإنجليزية)
- جوني مارفن على موقع ديسكوغز (الإنجليزية)